# Lancovo
Lancovo este o localitate din comuna Radovljica, Slovenia, cu o populație de 357 de locuitori.